# Адам Мокока
Адам Мокока (фр. Adam Mokoka; Париз, 18. јул 1998) француски је кошаркаш. Игра на позицији бека. 

## Каријера

### Клупска
Мокока се млађим категоријама Гравлена прикључио 2013. године. Током сезоне 2015/16. забележио је и прве наступе за сениорски тим Гравлена. У сезони 2017/18. проглашен је за најбољег младог играча француског првенства.
Дана 10. јула 2018. године потписао је за Мега Бемакс.
Дана 2. јула 2019. године потписао је двосмерни уговор са Чикаго булсима. Овај уговор му омогућава да игра и за Булсе и за њихову филијалу Винди Сити булсе.

### Репрезентативна
Са млађим категоријама репрезентације Француске освојио је две златне медаље - прву на Европском кадетском првенству 2014. и другу на Европском јуниорском првенству 2016. године.

## Успеси

### Клупски
- У Клуж-Напока:
  - Првенство Румуније (1): 2023/24.
  - Куп Румуније (1): 2024.

### Репрезентативни
- Европско првенство до 16 година:  2014.
- Европско првенство до 18 година:  2016.